# Мірошниченко Леся Федорівна
Мірошниченко Леся Федорівна (12 червня 1943, Дніпропетровськ) — українська науковиця,  доктор педагогічних наук, (2000), професор (2001).

## Біографія
Мірошниченко Леся Федорівна народилася 12 червня 1943 р. в м. Дніпропетровську в родині службовців. Мати — Надія Миколаївна Осауленко, працювала вчителем хімії у школі. Батько — Федір Михайлович Осауленко, висококваліфікований інженер, займав керівні посади.
В 1963—1967 роках Л. Ф. Мірошниченко навчалася на історико-філологічному факультеті Донецького національного університету (1963—1964 роки) та на філологічному факультеті Вінницького педагогічного інституту імені М. Островського. Понад десять років працювала вчителем-словесником, викладачем у вузах Ніжина, Вінниці та Києва.
В 1980—1983 р. навчалась в аспірантурі Інституту педагогіки АПН України. У 1983 р. захистила кандидатську дисертацію (м. Москва), 2000 р. — докторську дисертацію (м. Київ).
З 1991 р. по 2008 р. — завідувач кафедри методики викладання російської мови і світової літератури НПУ імені М. П. Драгоманова.
Від 2009 р. — професор кафедри методики викладання російської мови та світової літератури НПУ ім. М. П. Драгоманова.

## Відзнаки
- 1990 — «Відмінник народної освіти УРСР».
- 2001 — «Відмінник освіти України».
- 2005 — знак «За наукові досягнення».
- 2008 — Нагрудний знак «Петро Могила».
- 2010 — Орден святої великомучениці Варвари.
- 2013 — Заслужений діяч науки і техніки України.

## Наукові інтереси
Коло наукових інтересів Л. Ф. Мірошниченко пов'язане з актуальними питаннями методики викладання літератури.
Наукова концепція вченого формувалася в межах київської, московської та ленінградської методичних шкіл. Її науковим керівником і наставником був на той час єдиний у Радянському Союзі академік з методики викладання О. Р. Мазуркевич. На перших етапах своєї наукової роботи Л. Ф. Мірошниченко, маючи значний учительський досвід, викладала методику навчання літератури в різних педагогічних інститутах України, аргументовано наголошуючи на необхідності використання необмежених інформаційних, розвивальних та виховних аспектів світового письменства.
Л. Ф. Мірошниченко написано і видано понад 100 наукових праць, науково-методичних розробок, статей, серед яких понад 20 навчальних підручників та посібників для шкіл та 15 навчальних програм, зокрема і перший в Україні підручник «Методика викладання світової літератури» для студентів вищих навчальних закладів, який користується широким попитом серед фахівців і на сьогодні має декілька перевидань у різних видавництвах України. Підручники, підготовлені Л. Ф. Мірошниченко, неодноразово ставали переможцями конкурсів навчальних видань, що проводить Міністерство освіти і науки, молоді та спорту України.
Мірошниченко Л. Ф. працює членом Спеціалізованої наукової ради із захисту докторських дисертацій НПУ ім. М. П. Драгоманова, членом редакційної колегії журналу «Всесвітня література в середніх навчальних закладах України», «Русский язык и литература в школах Украины», керує аспірантами та докторантами, активно виступає на різноманітних форумах та конференціях всеукраїнського та міжнародного рівнів.
Методичні ідеї Л. Ф. Мірошниченко викликали гострий інтерес, стали об'єктом напружених наукових дискусій. Поступово протягом 25 років під її керівництвом на кафедрі методики викладання світової літератури Національного педагогічного університету ім. М. П. Драгоманова склалася досить поширена методична школа «Теорія і технологія підготовки майбутнього вчителя світової літератури».

## Наукова школа
Український вчений-методист Леся Федорівна Мірошниченко, основоположник однієї з перших вітчизняних методичних шкіл «Теорія і технологія підготовки майбутнього вчителя світової літератури».
Послідовники школи професора Л. Ф. Мірошниченко активно утверджують демократичну концепцію у навчанні загалом та літератури зокрема.
Під керівництвом Л. Ф. Мірошниченко захищено дисертації (спеціальність 13.00.02 — теорія і методика навчання зарубіжної літератури): докторські дисертації:
1. Ісаєва О. О. Теорія і технологія розвитку читацької діяльності старшокласників у процесі вивчення зарубіжної літератури (2004 р.);
2. Клименко Ж. В. Теорія і технологія вивчення перекладних художніх творів у старших класах загальноосвітньої школи (2008 р.);
3. Вітченко А. О. Теорія і технологія формування інтерпретаційної компетенції старшокласників у процесі вивчення світової драматургії (2008 р.)
кандидатські дисертації:
1. Давиденко Г. Й. Методика классной и внеурочной работы при изучении лирических призведений в старших класах (1990 р.);
2. Нгуен Куанг Винь. Совершенствование изучения призведений русской литературы во вьетнамской школе (1991 р.);
3. Куцевол О. М. Особенности изучения эпиграфированных призведений в школе (1994 р.);
4. Ісаєва О. О. Формирование мировоззрения старшеклассников при изучении художественного произведения (1996 р.);
5. Мартинець А. М. Формування поняття «національний образ-персонаж» на уроках зарубіжної літератури (1997 р.);
6. Удовиченко Л. Особливості вивчення християнських образів зарубіжної літератури в загальноосвітній школі (1997 р.).
7. Орлова О. В. Системний підхід до вивчення ліричного твору в старших класах на уроках зарубіжної літератури (1997 р.);
8. Клименко Ж. В. Взаємозв'язане вивчення зарубіжної та української літератур у 5-8 класах загальноосвітньої школи (1999 р.);
9. Матюшкіна Т. П. Використання логічних схем-конспектів як засіб підвищення ефективності вивчення зарубіжної літератури (10-11 кл.) (2001 р.);
10. Вітченко А. О. Удосконалення літературного розвитку школярів 5-7 класів засобами театрального мистецтва (2001 р.);
11. Дишлюк Ю. М. Формування ораторських умінь в учнів 5-8 класів у процесі вивчення зарубіжної літератури (2002 р.);
12. Храброва В. С. Методика вивчення «наскрізних» тем у шкільному курсі «Зарубіжна література» (2006 р.);
13. Глєбова Ю. А. Методика використання наочності в процесі формування теоретико-літературних понять учнів 5— 8 класів на уроках зарубіжної літератури (2006 р.);
14. Нагорна А. Ю. Методика застосування філософських джерел у процесі вивчення зарубіжної літератури (9-11 кл.) (2007 р.);
15. Таранік-Ткачук К. В. Методика застосування стилістичного аналізу в процесі вивчення творів зарубіжної літератури в 9-11 класах (2007 р.)

## Основні праці (підручники та посібники)
- Мірошниченко Л. Ф. Методика викладання світової літератури в середніх навчальних закладах: Підруч. для студ. вищ. закл. освіти. — К.: Ленвіт, 2000. — 240 с. (Гриф МОН України)
- Мірошниченко Л. Ф. Методика викладання світової літератури в середніх навчальних закладах: Підручник. — К.: Вища шк., 2007. — 415 с. (2 видання, доповнене і перероблене) (Гриф МОН України)
- Мірошниченко Л. Ф., Клименко Ж. В. Зарубіжна література. Підруч. для 5 кл. — К.: Навч. книга, 2005. — 288 с. (Гриф МОН України)
- Мірошниченко Л. Ф. Зарубіжна література: підруч.для 7 кл. загальноосвіт. Навч. закл. — К.: Видавничий Дім «Слово», 2011. — 390 с. (Гриф МОН України)
- Мірошниченко Л. Ф., Ісаєва О. О., Клименко Ж. В. У світі зарубіжної літератури. Посібник хрестоматія для позакласного читання. 5 клас. — К.: «Просвіта», 1998. — 478 с. (Гриф МОН України)
- Мірошниченко Л. Ф., Ісаєва О. О., Клименко Ж. В. Зарубіжна література: Підручник для 6 кл. загальноосвіт. навч. закладів. — К.: Вежа, 2001. — 448 с. (Гриф МОН України)
- Мірошниченко Л. Ф. Клименко Ж. В. Зарубіжна література. 9 клас. Посібник-хрестоматія. — Донецьк: ВКФ «БАО», 2001. — 864 с. (Гриф МОН України)
- Мірошниченко Л. Ф., Дишлюк Ю. М. Зарубіжна література. Позакласні заходи. 9 — 11 класи. — Харків, Ранок, 2004. — С. 208.
- Mirosnicenko L.F. Die Aktivierung der Schopferischen Tetigteit der Schuler im Literaturunterricht //Zur Gestaltung unterrichtlicher Kommunikation — theoretische und praktische aspekte 11 interdisziplinare konferenz. — Leipzig, 1989. — S. 230—235
- Мирошниченко Л. Ф., Нефедова Т. М. Методические рекомендации по взаимосвязному изучению русской, украинской и зарубежной литературы в средней школе. — К.: КГПИ, 1987. — 30 с.
- Мирошниченко Л. Ф. Блочная система изучения курса методики преподавания русской литературы в пед. вузе: Метод. рек. для студ. спец. 02.17.00 «Рус. яз. и лит». — К.: РУМК, 1991. — 23 с.
- Мирошниченко Л. Ф. Практические занятие по методике преподавания русской литературы в пед. вузе: Метод. рекомендации. — К., 1993. — 50 с.
- Мирошниченко Л. Ф. и др. Проблемы преподавания русской литературы. — Л.: Просвещение, 1989. — 208 с.